# Ravené
Ravené ist der Name einer aus Frankreich nach Berlin geflüchteten hugenottischen Familie. Aus dieser kamen zahlreiche Unternehmer. Am bekanntesten war das Unternehmen Jacob Ravené Söhne, das im Eisenwarenhandel erfolgreich war. Auch die Gemäldesammlung der Familie hatte vor dem Zweiten Weltkrieg einen Namen.

## Familie
Die Familie kam 1685 mit vielen anderen als verfolgte Hugenotten aus Metz in Lothringen nach Brandenburg. Zunächst betrieb man intensiv Gartenbau wie die Familie Bouché. Der Ahnherr François David Ravené († 1748) blieb wie auch seine Nachkommen der französischen Gemeinde in Berlin verbunden. Der Sohn Pierre Ravené (1723–1798) betrieb eine kleine Gelbgießerei. Sein Enkel Jacques Ravené (1751–1828) kaufte 1775 die Eisenwarenhandlung Butzer in der Stralauer Straße und begründete damit ein Unternehmen, das 170 Jahre bestehen sollte. Als Mitglied der Großen Landesloge der Freimaurer von Deutschland in Berlin war der „Eisenkönig von Berlin“ auch bestens mit wichtigen Persönlichkeiten und Unternehmern seiner Zeit vernetzt.
Die folgenden Namensträger leiteten die Unternehmungen durch fünf Generationen:
- Jacques (Jakob, Jacob) Ravené (1751–1828), Begründer der Eisengießerei; Vater von Pierre Louis
- Pierre Louis (Peter Ludwig) Ravené (1793–1861); Vater von Ludwig Friedrich Jacob
- Louis Fréderic  Jacques (Ludwig Friedrich Jacob) Ravené (1823–1879); Vater von Louis Auguste
- Louis (Ferdinand) Auguste (Ludwig August) Ravené (1866–1944); Vater von Peter Louis
- Peter Louis Ravené (1891–1945) wurde der letzte der Unternehmer.

Die deutschen und französischen Fassungen der Vornamen wurden gleichzeitig geführt.

Das zweite bis vierte Familienoberhaupt war bei den jeweiligen Zeitgenossen als Louis Ravené bekannt; dies wurde auch als Firma benutzt. Während man zu Lebzeiten genau wusste, wen man meinte, hat das seit Mitte des 20. Jahrhunderts zu zahlreichen Verwechslungen geführt; in beiläufigen Bemerkungen der gedruckten Literatur und auch im Internet.
Nach Louis Fréderic Jacques Ravené wurde 1895 die Ravenéstraße im Berliner Ortsteil Gesundbrunnen benannt.

## Unternehmen
Vom 18. bis zum 20. Jahrhundert gab es zahlreiche Unternehmen, die von Mitgliedern der Familie Ravené in Berlin geführt wurden:
- F. Ravené, Hofuhrmacher, um 1800 bis 1850[3][4]
- Jacob Ravené, Eisenwarenhandel, 1775–1824
- Jacob Ravené Söhne, Eisenwarenhandel, 1824–1945
- W. Ravené, Seidenfärber, um 1830 bis 1840[5]
- Weingroßhandel Ravené, um 1850–1860

Heute lebt der Name Ravené noch weiter als Bestandteil der beiden Firmen
- Ravené Possehl und
- Ravené-Schäfer,

die sich traditionell mit dem Eisenhandel befassen. Eine Verbindung zu Familienmitgliedern besteht nicht mehr.

## Grundstücksbesitz
Als Wohnorte oder Standorte für die verschiedenen Unternehmen waren zahlreiche Grundstücke im Besitz der Familie:

### Berlin

#### Ortsteil Mitte
- Bastion V. Das erste Unternehmensgelände lag auf zurückgebauten Anlagen der Festung, der 5. Bastion. Hier war die Gefahr einer Brandausbreitung durch die noch umgebenden Wassergräben deutlich gemindert; ähnlich war bereits mehr als ein Jahrhundert zuvor beim Gießhaus auf der Bastion I verfahren worden. Ansonsten mussten diese Betriebe sich außerhalb der Stadt (Feuerland) ansiedeln. Somit lag diese frühe Industrie auch am Rand der Stadt, wo es keine unmittelbar benachbarten Wohnhäuser gab, die durch Lärm und Qualm belästigt wurden, und der ehemalige Festungsgraben ermöglichte auf dem Wasserweg den Transport von Brennmaterial, Roherz und der erzeugten Produkte. Das Grundstück befand sich in Berlin-Mitte an der Wallstraße in der Nähe der Grünstraßenbrücke.
- Chausseestraße 24 (heute Nr. 28). 1879 erwarb Ravené dieses Grundstück,[6] das als Lager genutzt wurde. Es war bis 1936 im Familienbesitz.[7]
- Jägerstraße 55. Mindestens ab 1801 war das Grundstück im Besitz der Familie und Wohn- und Arbeitsort für den Hofuhrmacher F. Ravené (1801–1850) und den Bronceur und Gelbgießer, später Particulier D. Ravené (um 1812–1850). Das Grundstück war bis 1847 im Familienbesitz.
- Königstraße 23. Der Kupferschmied Ravené hatte 1801 hier seine Werkstatt.
- Neue Grünstraße 16 (ab 1854 Nr. 17). Ab 1847 hatte Louis Jaques Ravené hier den Standort für sein Unternehmen. 1910 errichtete die Ravené’sche Stabeisen- und Träger-Handlung AG einen Neubau und verkaufte 1911 das Grundstück an die Deutscher Eisenhandel Aktiengesellschaft
- Stralauer Straße 28/29. Ab 1801 ist die Adresse nahe am Molkenmarkt als Hauptstandort für den Ravenéschen Eisenhandel nachgewiesen. Das Grundstück bleibt bis 1903 im Familienbesitz.
- Wallstraße 92/93. Ab 1833 war hier das Stammhaus des Unternehmens Jacob Ravené Söhne, das wegen Erweiterung der Wallstraße Ende des 19. Jahrhunderts abgerissen werden musste.

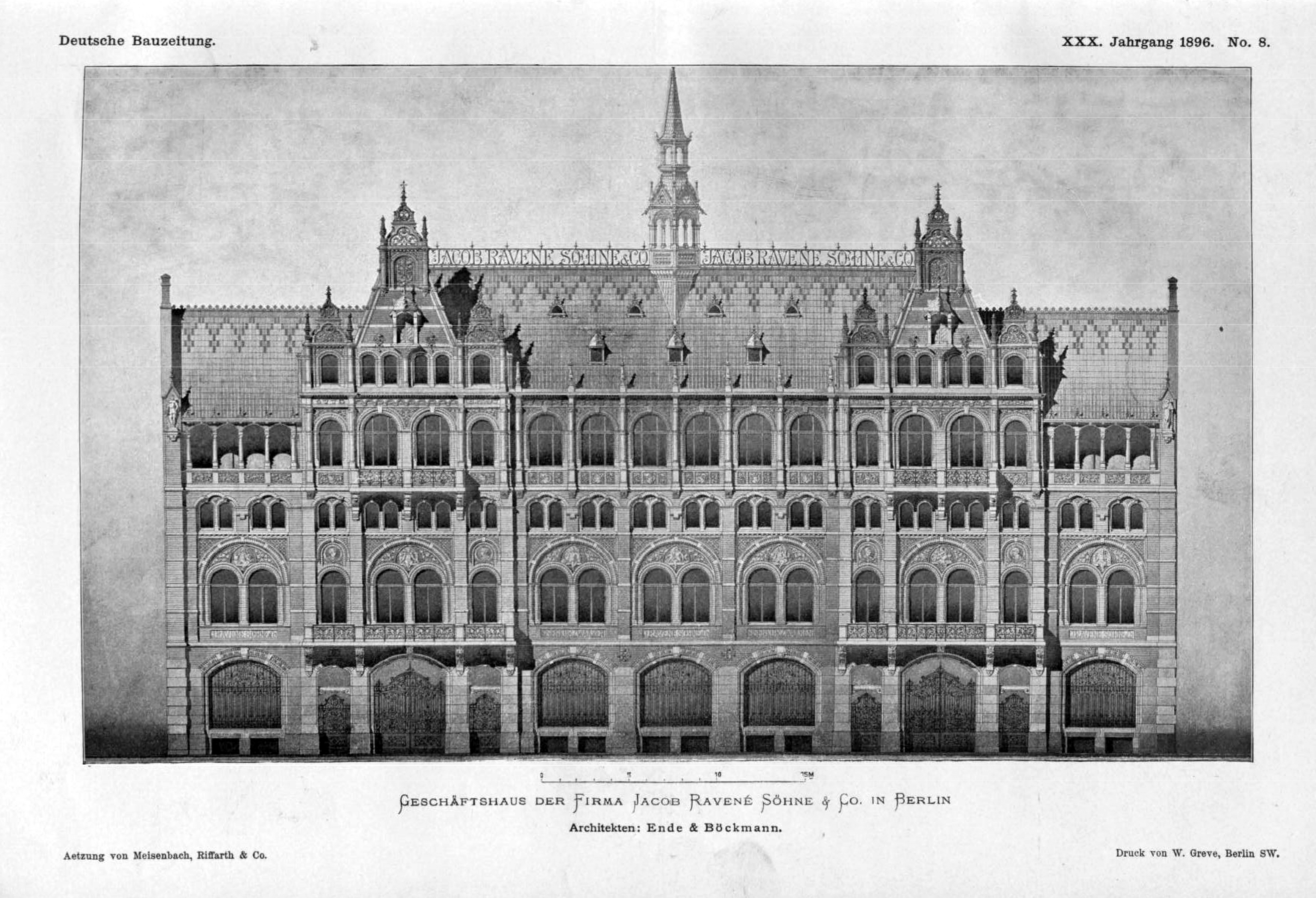
Geschäftshaus Ravené, Wallstraße 5–8

- Wallstraße 5–8. 1896 wurde nahe am Spittelmarkt der neue Hauptsitz des Unternehmens Jacob Ravené Söhne gebaut.[9] Es beherbergte auch bis 1938 das Kaufhaus Ravené, in dem einzelne Haushaltsartikel (vorwiegend aus Metall) erworben werden konnten. Berühmt war die bis 1919 öffentlich zugängliche private Gemäldesammlung. Ab 1939 war der „Volksgerichtshof“ Eigentümer des Grundstücks; zeitweilig war geplant, das Gebäude für ihn herzurichten.[10] Ravené nutzte nur noch einen Teil des Gebäudes als Mieter. 1945 wurde das ehemalige Stammhaus Ravené zerstört. Am 23. August 1982 wurde bei den Gründungsarbeiten für das Wohnhaus Wallstraße 1–8 die Grundsteinkassette aufgefunden. Sie befindet sich heute im Stadtmuseum Berlin.

#### Ortsteil Friedrichshain
- Alt Stralau 4. Nach dem Auszug aus dem Stammhaus Wallstraße 5–8 im Jahr 1939 war hier der letzte Sitz der Firma Jakob Ravené Söhne.[11]

#### Ortsteil Moabit
- Werftstraße. Louis Fréderic Jacques baute eine große Villa in der Werftstraße in Berlin-Moabit.

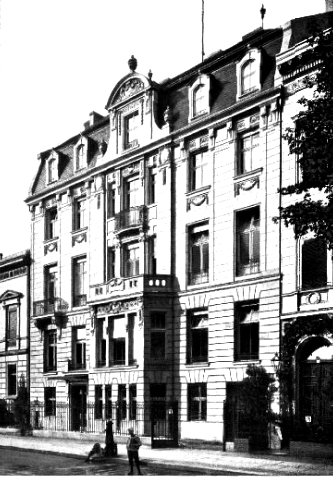
Wohnhaus Margarethenstraße 17

#### Ortsteil Tiergarten
- Margarethenstraße 17. 1902 ließ sich Louis Auguste Ravené von den Architekten Kayser & von Großheim eine neue Stadtvilla errichten. Hier wohnte er bis 1920. Danach wurde die Norddeutsche Verwaltungs GmbH Grundstückseigentümerin. 1934 zog hier das Amt Rosenberg ein.

#### Ortsteil Wannsee
- Königstraße 69.[13] Eine weitere Villa wurde für Louis Auguste um 1900 vom Architektenbüro Ende & Böckmann in Berlin-Wannsee gebaut.[14] Hermann Ende war der Schwiegervater des Familienoberhaupts.

### Cochem
- Burg Cochem. Jacob Louis Fréderic kaufte 1868 die Ruine der Reichsburg bei Cochem an der Mosel. Er ließ die Burg wieder aufbauen, die bis 1942 im Familienbesitz blieb und als Sommersitz genutzt wurde. Ursprünglich wollte er die Ruine Grevenburg in Traben-Trarbach erwerben, jedoch wollten dort die Winzer nicht ihre Weinstöcke aufgeben, die sich mittlerweile auch auf Flächen der Burg befanden.

### Marquardt bei Potsdam
- Schloss Marquardt. Schon 1892 kaufte Louis Auguste Gut und Schloss Marquardt bei Potsdam als Sommersitz. 1912 ließ er es aufstocken und den Westflügel anbauen. 1900 stiftete er den Neubau der evangelischen Dorfkirche, in der er auch begraben liegt. 1932 verpachtete er das Schloss an den Hotelier Kempinski, 1942 wurde es nach dessen „Arisierung“ an Aschinger verkauft.

## Kunstsammlungen
siehe Gemäldesammlung der Familie Ravené
Mehrere Patrone förderten die Kunst. Pierre Louis begründete die Gemäldesammlung. Zu einer Zeit, als es noch keine öffentlichen Gemäldegalerien und Ausstellungen gab, machten reiche Berliner ihre privaten Sammlungen allgemein zugänglich. Die Kunstsammlung der Familie Ravené wurde gezeigt:
- im Stammhaus Wallstraße 5–8,[15] befördert durch Pierre Louis und Louis Jacques Ravené
- auf Burg Cochem, nach deren Umbau durch Louis Auguste Ravené